# Greklands herrlandslag i basket
Greklands basketlandslag representerar Grekland i basket.

## Meriter
- EM-guld: 2 (1987, 2005)
- EM-silver: 1 (1989)
- EM-brons: 1 (1949)
- VM-silver: 1 (2006)